# Малиновый Куст
Малиновый Куст — деревня в Красноярском районе Самарской области в составе сельского поселения Светлое Поле. 

## География
Находится на левом берегу реки Кондурча на расстоянии примерно 13 километров по прямой на север-северо-запад от районного центра села Красный Яр.

## Население
Постоянное население составляло 24 человека (русские 92%) в 2002 году, 35 в 2010 году. 